# Inga paterno
Inga paterno är en ärtväxtart som beskrevs av Hermann August Theodor Harms. Inga paterno ingår i släktet Inga och familjen ärtväxter. Inga underarter finns listade i Catalogue of Life.